# Storkyro församling

Storkyro församlings läge i Finland.

Storkyro församling (finska: Isonkyrön seurakunta) är en luthersk församling i Storkyro i det finländska landskapet Södra Österbotten. Församlingen tillhör Lappo stift och Södra Österbottens prosteri. Tidigare tillhörde församlingen Storkyro prosteri. I september 2023 hade församlingen 3 650 medlemmar. Församlingens huvudkyrka är Storkyro kyrka.

## Lokaler
- Storkyro kyrka
- S:t Lars kyrka
- Mariedahls prästgård

## Kyrkoherdar
Lista över kyrkoherdar i Storkyrko församling:
| Namn                      | År        |
| ------------------------- | --------- |
| Laurentius Torstani       | 1543      |
| Canutus                   | ?-1550    |
| Jakob Geet                | 1550-1589 |
| Simon Johannis Nurka      | 1590-1593 |
| Johannes Marci Urus       | 1604-1611 |
| Matthias Georgii Dubblare | 1611-1622 |
| Georgius Thomae Patur     | 1622-1644 |
| Isak Brenner              | 1644-1670 |
| Israel Erici Alftanus     | 1672-1712 |
| Nicolaus Aejmelaeus       | 1721-1750 |
| Johannes Aejmelaeus       | 1751-1805 |
| Nils Aejmelaeus           | 1806-1817 |
| Johan Sundwall            | 1818-1825 |
| Gustaf Gadolin            | 1829-1843 |
| Karl Erik Hällfors        | 1845-1854 |
| Lars Jakob Stenbäck       | 1856-1870 |
| Oskar Vilhelm Forsman     | 1871-1886 |
| Gustaf Durchman           | 1888-1916 |
| Niilo E. Wainio           | 1918-1931 |
| Yrjö Heikki Simojoki      | 1933-1950 |
| Aarne Maunula             | 1959-1975 |
| Erik Silvola              | 1975-2011 |
| Artturi Kivineva          | 2011-2018 |
| Satu Linko                | 2018-     |